# 方孝孺衣冠冢
方孝孺衣冠冢，位于南京市雨花台烈士陵园内，是明初大臣方孝孺的衣冠冢。方孝孺死后，遗骸由廖氏兄弟收葬于南京聚宝门外山上。晚明时，由汤显祖重修、建祠。清同治五年（1866年）、1924年、1998年又有三次重修。1982年被列为南京市文物保护单位。墓中仅残存方孝孺的少许衣冠，属于衣冠冢。

## 相关图片

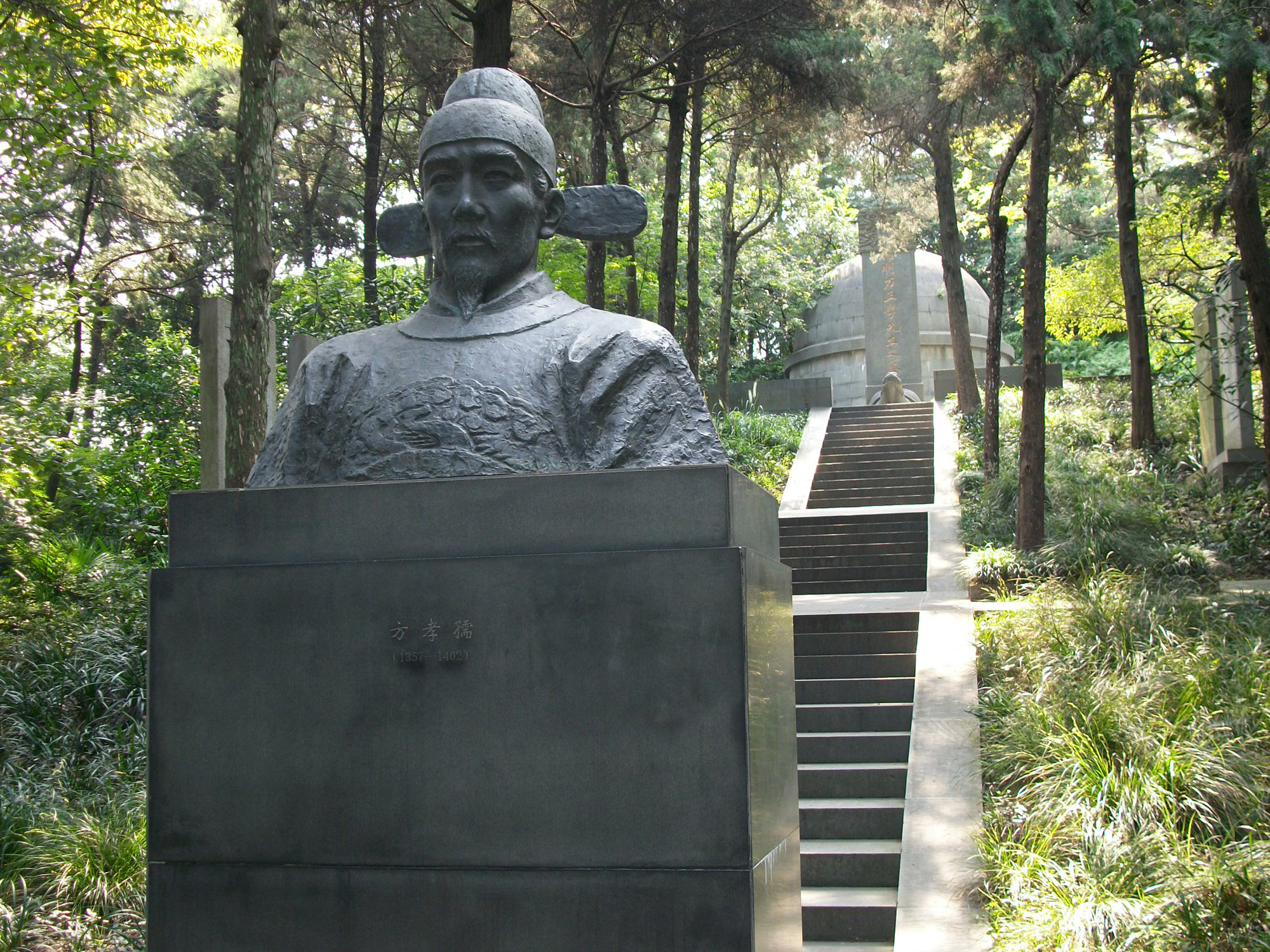
墓前方孝孺像